# 나일틸라피아
나일틸라피아(Oreochromis niloticus)는 농어목 시클리드의 물고기이다.

## 특징
몸은 긴 타원형으로 약간 측편되고 머리 등쪽 외곽은 급한 경사가 있다. 등지느러미 연조수는 12~13개이고, 뒷지느러미 연조수는 9개이다. 새파수는 24~27개이고, 척추골수는 29~32개이다. 주둥이는 둥글며 단단하다. 등과 복부 외곽은 완곡되었으며 미병부는 거의 직선이다. 성체의 몸길이는 60cm이고 몸무게는 4.3kg이다. 그것은 최대 9년동안 산다.

## 같이 보기
- 나일농어